# Kamienica przy ul. Gdańskiej 115 w Łodzi
Kamienica przy ul. Gdańskiej 115 w Łodzi – modernistyczna kamienica znajdująca przy ul. Gdańskiej 115 w Łodzi.

## Historia
Budowę budynku rozpoczęto w 1938, a zakończono już w 1938. Autorem projektu architektonicznego był Franciszek Brunon Haessner, natomiast pierwszą właścicielką Olga Marta Müller.
Budynek wpisany jest do gminnej ewidencji zabytków miasta Łodzi pod numerem 197.

## Architektura
Obiekt zlokalizowany jest w zachodniej pierzei ul. Gdańskiej. Jego północną ścianę szczytową pozostawiono odsłoniętą. Sień przejazdowa usytuowana wzdłuż południowej ściany szczytowej. Rzut założony na planie prostokąta. Układ wnętrz dwu i pół- traktowy, z klatką schodową w trakcie tylnym. W budynku znajduje się 7 mieszkań.
Budynek składa się z trzech pięter i częściowo użytkowego poddasza, a także piwnicy. Dach jest dwuspadowy, o niewielkim kącie nachylenia połaci. Elewacja frontowa wschodnia jest czteroosiowa. W pierwszej znajduje się otwór bramny, z bramą stalową w formie zaszklonej kraty. W skrajnych osiach powyżej parteru umieszczono balkony, o balustradach pełnych od frontu, a ażurowych po bokach. W strefie poddasza, rozmieszczone osiowo, niewielkie, prostokątne okienka doświetlające. Pozostałe okna są jednopoziomowe, dwu- i czterodzielne. Gzyms wieńczący nieznacznie wysunięto przed lico elewacji. Cokół do wysokości okien piwnicy oraz parter do wysokości gzymsu kordonowego obłożono płytkami ceramicznymi. Powyżej nałożono tynk terrazytowy.